# فرشته احمدی (نویسنده)
فرشته احمدی (۱۳۵۱ - کرمان) منتقد ادبی و داستان‌نویس است.

## زندگی‌نامه
احمدی در سال ۱۳۵۱ در کرمان متولد شد. او در رشته معماری در دانشگاه تهران تحصیل کرده‌است.

## فعالیت ادبی
احمدی از اوایل دهه هشتاد فعالیت ادبی خود را آغاز کرد. اولین کتاب او بی‌اسم داستانی برای کودکان است. در سال ۱۳۸۳ اولین مجموعه داستان او به نام سارای همه منتشر شد. داستان تلویزیون از این مجموعه، جزو داستان‌های برگزیده جایزه هوشنگ گلشیری در سال ۱۳۸۴ بود. او تاکنون دو رمان منتشر کرده‌است. نخستین رمان او، پری فراموشی، تندیس کتاب برگزیده کتابفروشان را در جایزه روزی روزگاری در سال ۱۳۸۸ دریافت کرد.
احمدی به عنوان منتقد ادبی نیز شناخته می‌شود. نقدها و مقالات ادبی متعددی از او در نشریات مختلف به چاپ رسیده‌است. او عضو هیئت داوران چهار دوره جایزهٔ روزی روزگاری بوده‌است.

## آثار
- ۱۳۸۱، بی‌اسم، انتشارات سروش
- ۱۳۸۳، سارای همه، نشر قصه
- ۱۳۸۷، پری فراموشی، انتشارات ققنوس
- ۱۳۸۸، جنگل پنیر، انتشارات ققنوس
- ۱۳۹۲، گرمازدگی، نشر افق
- ۱۳۹۵، هیولاهای خانگی، نشر ثالث